# Świętosław Jahodyński
Świętosław Jahodyński herbu Korwin – podstoli bełski w latach 1635–1637, podsędek bełski w latach 1622–1635.
Poseł na sejm nadzwyczajny 1629 roku. Był elektorem Władysława IV Wazy z województwa bełskiego w 1632 roku.